# Arc (язык программирования)
Arc — диалект языка Лисп, который разрабатывают Пол Грэм и Роберт Моррис. В двух словах Arc можно определить как предельно упрощённую версию Лиспа, с мощной поддержкой макросов, позволяющей любые «грязные хаки» в стиле Лиспа.

## Предыстория и философия языка
В 2001 году Пол Грэм анонсировал что он работает над новым диалектом Лиспа, который назвал «Arc». За несколько лет, он написал несколько эссе, с описанием функций или целей языка, были написаны на Arc некоторые внутренние проекты компании Y Combinator, в частности веб-форум Hacker News, и программа агрегатор новостей.
В эссе Being Popular Грэм описывает некоторые из его целей своего языка. Заявлены такие цели как «Arc должен поддаваться хакингу» и «в нём должны быть хорошие библиотеки»; Грэм также заявил, что:

Я не уйду далеко от истины, если скажу, что хакер выбирает язык для написания программы, по крайней мере подсознательно, основывается на том, сколько символов ему придётся вводить. Если это и не в точности, то, что думают хакеры, разработчикам языков не мешало бы действовать так, как будто это было бы так.
Оригинальный текст (англ.)
It would not be far from the truth to say that a hacker about to write a program decides what language to use, at least subconsciously, based on the total number of characters he'll have to type. If this isn't precisely how hackers think, a language designer would do well to act as if it were.

Пол Грэм указывает, что оригинальный Lisp Джона Маккарти был построен на основе небольшого набора «аксиом», и утверждает, что Arc должна быть построена таким же образом, даже если это означает, что язык не будет иметь возможностей, которые желательны для крупных организаций. В частности, Грэм считает, что объектная ориентация бесполезна, поскольку методы и модели ООП являются просто «хорошим дизайном», и он рассматривает возможности языка используемые для реализации ООП как частично ошибочные.
Среди программистов на Lisp споры вызывает вопрос, нужно ли, и насколько дополнять синтаксис S-выражений другими формами синтаксиса. Грэм считает, что дополнительный синтаксис следует использовать в тех ситуациях, когда чистые S-выражения были бы чересчур многословны, говоря: «Я не думаю, что мы должны фанатично выступать против введения в Lisp синтаксиса». Грэм также считает, что проблемы эффективности должны быть решены путём предоставления программисту хорошего профайлера.

## Реализация
Первая публичная версия Arc была представлена 29 января 2008 года. Релиз вышел в форме .TAR архива, содержащего исходный код Arc для mzscheme. Учебник и дискуссионный форум также доступны. Форум является копией форума news.ycombinator.com и тоже написан на Arc. Эта реализация распространяется на условиях Artistic License 2.0 (разработанной для языка Perl).
Первоначальный вариант вызвал некоторые разногласия, в частности из за отсутствия поддержки других наборов символов помимо ASCII, и поставляемой с языком библиотекой веб-разработки, основанной на вёрстке HTML таблицами. Всё это, в сочетании с поднятой вокруг Arc рекламной шумихой и медленным процессом разработки, вызвало немало неблагоприятных комментариев.

## Неофициальные версии
В связи с медленным развитием официальной ветви Arc, некоторые участники сообщества Arc открыли неофициальный репозиторий исправлений, расширений и библиотек. Одна из версий, названная Anarki, была начата для продолжения развития, после того как отдельные участники сообщества почувствовали, что централизованное развитие Arc под руководством Пола Грэма впало в застой.

## Комментарии
1. ↑  Arc at 3 Weeks (Paul Graham). Дата обращения: 2 февраля 2010. Архивировано 26 июня 2013 года.
2. ↑  Essay:Being Popular. Дата обращения: 2 февраля 2010. Архивировано 2 мая 2017 года.
3. ↑  Почему Арк не слишком объектно-ориентированный Архивная копия от 29 июня 2013 на Wayback Machine (англ.)
4. ↑  Arc FAQ. Дата обращения: 2 февраля 2010. Архивировано 26 июня 2013 года.
5. ↑  Arc’s Out (29 January 2008). Дата обращения: 2 февраля 2010. Архивировано 21 марта 2017 года.
6. ↑  Arc is released новость на LoRе
7. ↑  tutorial. Дата обращения: 2 февраля 2010. Архивировано из оригинала 6 февраля 2010 года.
8. ↑  discussion forum. Дата обращения: 2 февраля 2010. Архивировано 25 июля 2011 года.
9. ↑  Reddit: Arc’s Out. Дата обращения: 28 сентября 2017. Архивировано 13 февраля 2008 года.
10. ↑  arc3 Repository on Github. Дата обращения: 2 февраля 2010. Архивировано 6 сентября 2009 года.